# Artur Waś
Artur Waś (* 27. März 1986 in Warschau) ist ein polnischer Eisschnellläufer.

## Werdegang
Waś debütierte im Weltcup im November 2005 in Salt Lake City und belegte dabei den 52. und den 49. Platz über 1000 m. Im Januar 2006 kam er bei der Sprintweltmeisterschaft in Heerenveen auf den 35. Platz im Sprint-Mehrkampf. Bei einer ersten Olympiateilnahme 2006 in Turin errang er den 32. Platz im 2 × 500-m-Lauf. Bei der Sprintweltmeisterschaft 2007 in Hamar kam er auf den 27. Rang im Sprint-Mehrkampf. In den folgenden Jahren startete er meist im B-Weltcup und erreichte dabei Platzierungen im Mittelfeld. Bei der Sprintweltmeisterschaft 2011 in Heerenveen errang er auf den 33. Platz im Sprint-Mehrkampf. Zu Beginn der Saison 2011/12 kam er beim Weltcup in Astana mit dem sechsten Platz über 500 m erstmals unter den ersten Zehn in einen A-Weltcupeinzelrennen. Im Januar 2012 belegte er bei der Sprintweltmeisterschaft in Calgary den 14. Rang im Sprint-Mehrkampf. Bei den Einzelstreckenweltmeisterschaften 2012 in Heerenveen wurde er Zwölfter im 2 × 500-m-Lauf. Zu Beginn der Saison 2012/13 erreichte er in Heerenveen mit dem zweiten Rang über 500 m seine erste Podestplatzierung im Weltcup. Im weiteren Saisonverlauf kam er über 500 m mehrmals unter den ersten Zehn und beendete die Saison auf den 11. Platz im Gesamtweltcup über 500 m Bei der Sprintweltmeisterschaft 2013 in Salt Lake City errang er den 23. Platz im Sprint-Mehrkampf. Im März 2013 belegte er bei den Einzelstreckenweltmeisterschaften in Sotschi den 11. Platz im 2 × 500-m-Lauf. Im folgenden Jahr wurde er bei den Olympischen Winterspielen 2014 in Sotschi Neunter über 500 m. Beim letzten Weltcup der Saison 2013/14 in Heerenveen belegte er den zweiten Platz in der Teamverfolgung. In der Saison 2014/15 gewann er in Berlin zweimal über 500 m und holte damit seine ersten Weltcupsiege. Im weiteren Saisonverlauf erreichte er über 500 m drei zweite Plätze und belegte damit den sechsten Rang im Gesamtweltcup über 500 m. Bei den Einzelstreckenweltmeisterschaften 2015 in Heerenveen errang er den fünften Platz im 2 × 500-m-Lauf. In der Saison 2015/16 kam er im Einzel siebenmal unter die ersten Zehn. Dabei belegte er in Berlin über 500 m die Plätze drei und eins und errang zum Saisonende den sechsten Platz im Gesamtweltcup über 500 m. Bei den Einzelstreckenweltmeisterschaften 2016 in Kolomna wurde er Siebter im 2 × 500-m-Lauf.
Waś wurde polnischer Meister im 2 × 500-m-Lauf (2006, 2009, 2012, 2015), im Sprint-Mehrkampf (2006, 2011) und über 1000 m (2009).

## Persönliche Bestzeiten
- 500 m: 34,42 s (aufgestellt am 22. November 2015 in Salt Lake City)
- 1000 m: 1:09,21 min (aufgestellt am 28. Januar 2012 in Calgary)
- 1500 m: 1:52,58 min (aufgestellt am 28. Oktober 2006 in Berlin)
- 3000 m: 4:21,36 min (aufgestellt am 14. März 2003 in Heerenveen)
- 5000 m: 7:38,58 min (aufgestellt am 27. Februar 2005 in Sanok)
- 10.000 m: 18:08,83 min (aufgestellt am 24. Januar 2004 in Warschau)

## Teilnahmen an Weltmeisterschaften und Olympischen Winterspielen

### Olympische Spiele
- 2006 Turin: 32. Platz 500 m
- 2014 Sotschi: 9. Platz 500 m

### Einzelstrecken-Weltmeisterschaften
- 2012 Heerenveen: 12. Platz 2 × 500 m
- 2013 Sotschi: 11. Platz 2 × 500 m
- 2015 Heerenveen: 5. Platz 2 × 500 m
- 2016 Kolomna: 7. Platz 2 × 500 m

### Sprint-Weltmeisterschaften
- 2006 Heerenveen: 35. Platz Sprint-Mehrkampf
- 2007 Hamar: 27. Platz Sprint-Mehrkampf
- 2011 Heerenveen: 33. Platz Sprint-Mehrkampf
- 2012 Calgary: 14. Platz Sprint-Mehrkampf
- 2013 Salt Lake City: 23. Platz Sprint-Mehrkampf

## Weltcupsiege
| Nr. | Datum            | Ort    | Disziplin |
| --- | ---------------- | ------ | --------- |
| 1.  | 5. Dezember 2014 | Berlin | 500 m     |
| 2.  | 7. Dezember 2014 | Berlin | 500 m     |
| 3.  | 6. Dezember 2015 | Inzell | 500 m     |